# Фальчинелли Антониаччи, Мариано
Мариано (Лоренцо Бальдассаре Луиджи) Фальчинелли Антониаччи (итал. Mariano (Lorenzo Baldassare Luigi) Falcinelli Antoniacci; 16 ноября 1806, Ассизи, Папская область — 29 мая 1874, Рим, королевство Италия) — итальянский кардинал, бенедиктинец. Епископ Форли с 7 марта 1853 по 21 декабря 1857. Титулярный архиепископ Афин с 21 декабря 1857 по 22 декабря 1873. Апостольский интернунций и чрезвычайный посланник в Бразилии с 30 марта 1858 по 14 августа 1863. Апостольский нунций в Австро-Венгрии с 14 августа 1863 по 22 декабря 1873. Кардинал-священник с 22 декабря 1873, с титулом церкви Сан-Марчелло с 4 мая 1874. 